# International XT

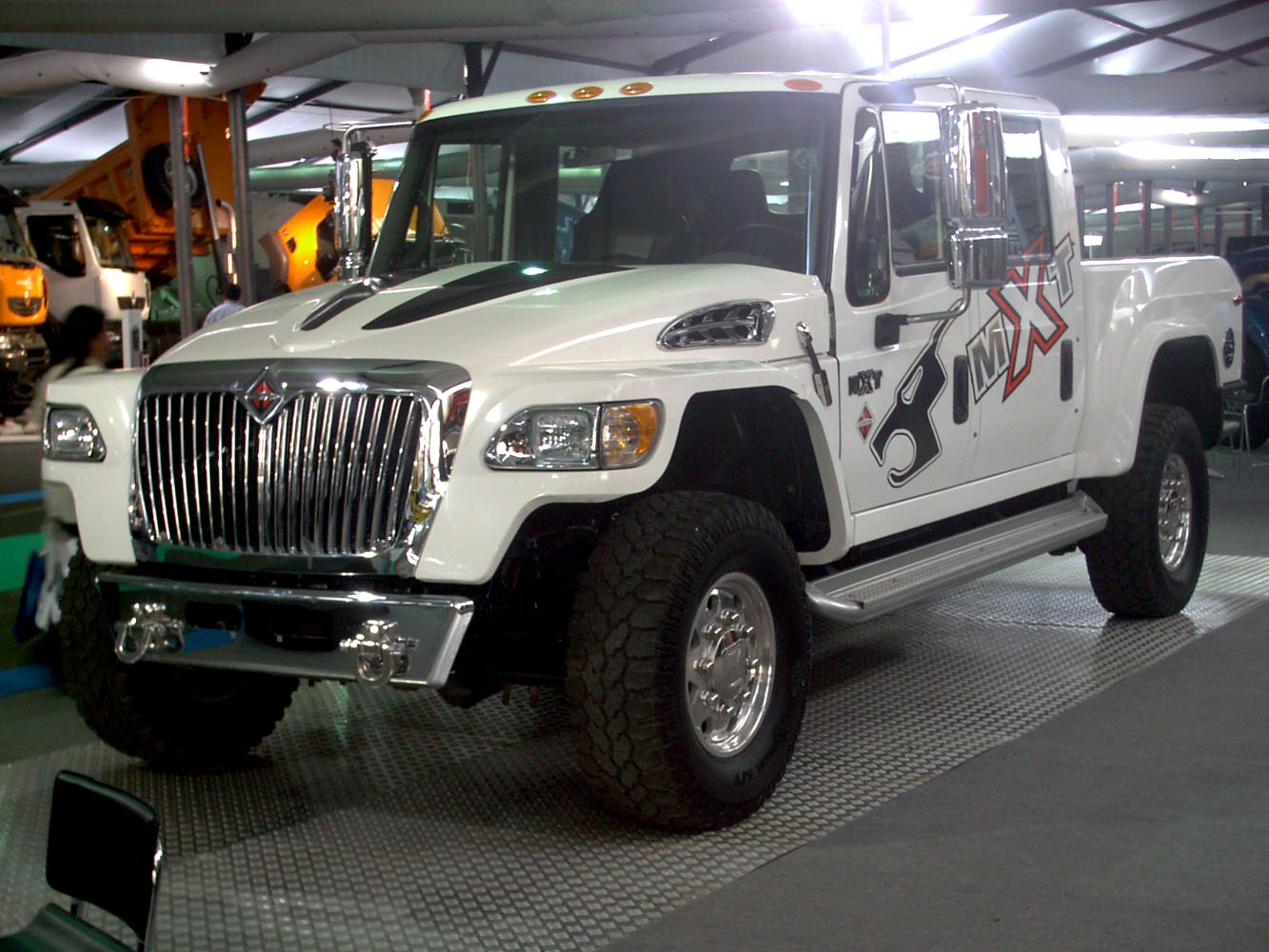
International MXT (2008).

La línea International XT se compone de tres grandes camionetas, construidas sobre el mismo chasis. Debido a su alto precio y baja producción (las ventas están en el rango de 500 a 1000 por año), la XT es típicamente adquirida por los ricos. Notables son los propietarios Ashton Kutcher y la estrella de baloncesto Jalen Rose. A causa de su baja economía de combustible (7-10 millas por galón, a pesar de la eficiencia de su motor diésel) y la posibilidad de alentar el consumo excesivo de combustible, la XT ha sido criticado como ambientalmente irresponsable. En respuesta a una economía débil, International anunció que abandono la producción del XT.

## CXT

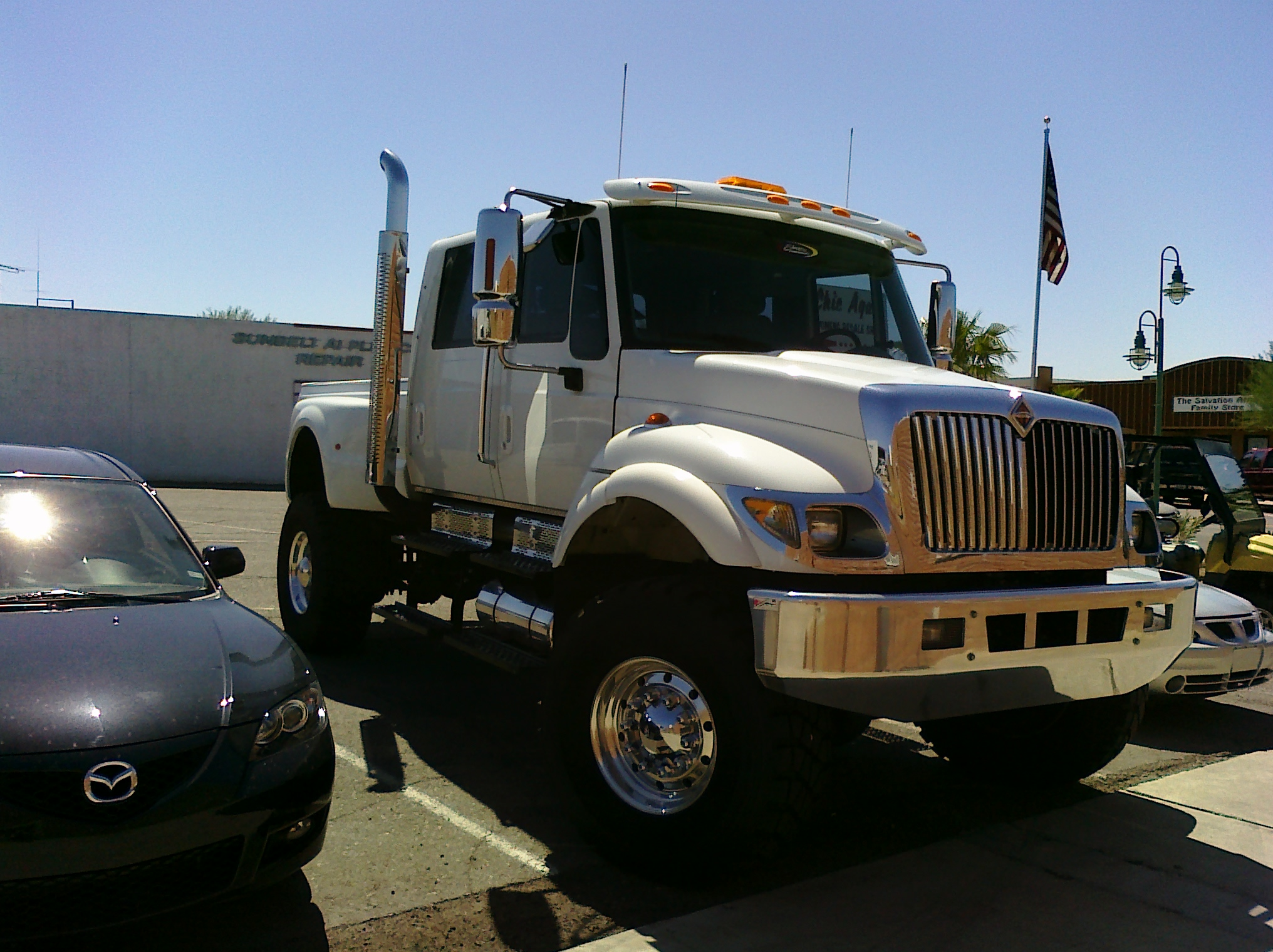
International CXT.

International CXT es una camioneta de grandes dimensiones. Introducida en septiembre de 2004, la CXT es de 21 pies (6,4 m) de largo con una cabina de 9 pies (2,7 m) de altura. Se trata de la camioneta de mayor producción en el mercado, su peso de 14.500 libras es alrededor de dos veces el peso de un Hummer H1. Su peso bruto total es 25.999 libras. 
La CXT está construido sobre un chasis International 7300 y está equipada con un motor diésel 466 DT y es capaz de remolcar hasta 20 toneladas, mientras que su cabina y los asientos ofrecen un buen paseo para el conductor y 4 pasajeros adultos. El interior de la CXT incluye opciones de lujo como el cuero, DVD, satélite y radio. Sus características mecánicas incluyen frenos de aire, una transmisión automática Allison 2500HD, y tracción 4x4. La CXT consume 8-10 millas por galón, y tiene un tanque de 70 galones. La CXT tiene un precio de entre $ 93.000 y $ 115.000. 
La CXT es construida por la empresa de montaje de la planta en Garland, TX.

## RXT
La International RXT fue la segunda variante XT introducida. Se encuentra ligeramente inferior a la CXT, y es impulsada por las ruedas traseras a través de una transmisión 2200 Allison automática de 5 velocidades. Introducida en el 2005 Chicago Auto Show. Está construida sobre un chasis Internacional 4400 y es alimentada por un motor 365VT International. Su precio oscila entre $ 70.000 y $ 90.000. Su peso bruto total es 20.500 libras. Dispone de frenos hidráulicos en las 4 ruedas.

## MXT
El International MXT debutó como un prototipo en el Chicago Auto Show 2005 junto con la RXT. En 2006, un prototipo preproducción se muestra, seguido en 2007 por la versión de producción, junto con una edición especial MXT Limited. La cabina se reduce y el camión está equipado con el motor International de 300 CV (224 kW) VT 365 diésel V8 y la transmisión Allison 2000. La gama de precios oscila entre $ 89.500 y $ 130.000. El peso bruto total es 14.000 libras. El vehículo tiene un tanque de 40 galones, y su consumo es de 13-15 millas por galón. El MXT-VM es un derivado de la MXT, que se vende exclusivamente para fines militares.